# Fenioux (Charente-Maritime)

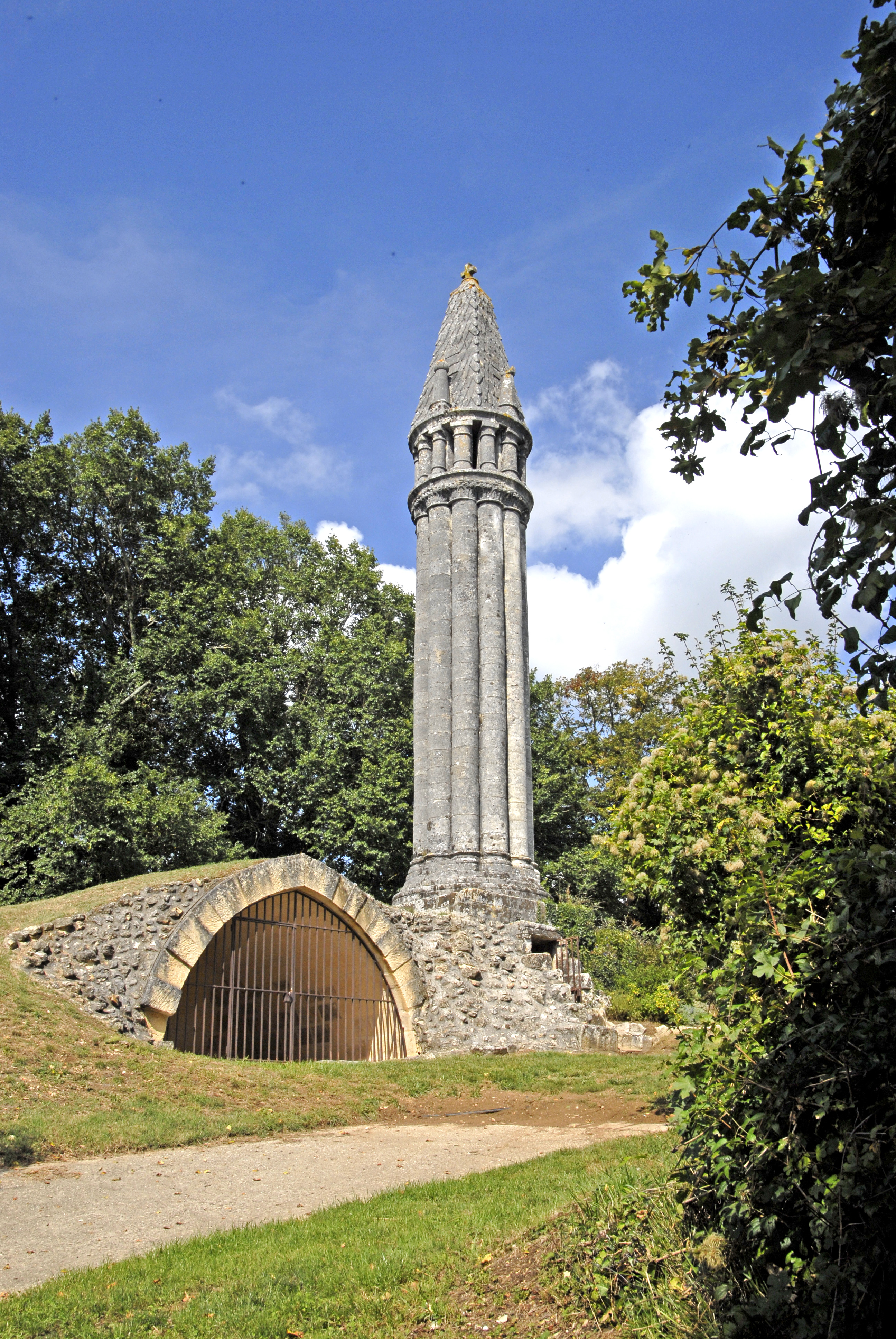
Fenioux, Totenlaterne

Fenioux ist eine westfranzösische Gemeinde mit 168 Einwohnern (Stand 1. Januar 2022) in der Region Nouvelle-Aquitaine im Département Charente-Maritime. Die Bewohner werden Fenouillards und Fenouillardes genannt.

## Lage
Fenioux liegt etwa zehn Kilometer (Fahrtstrecke) südwestlich von Saint-Jean-d’Angély und etwa 21 Kilometer nördlich von Saintes in der alten Kulturlandschaft der Saintonge. Die Stadt Cognac liegt ca. 35 Kilometer südöstlich.

## Bevölkerungsentwicklung
| Jahr      | 1968 | 1975 | 1982 | 1990 | 1999 | 2007 | 2014 | 2019 |
| Einwohner | 122  | 116  | 134  | 133  | 124  | 127  | 155  | 163  |

## Wirtschaft
Das kleine Dorf und seine Umgebung sind in hohem Maße landwirtschaftlich geprägt. Das Gebiet um Fenioux gehört noch zum Weinbaugebiet der Fins Bois in der Weinbauregion Cognac.

## Geschichte
Über die Geschichte von Fenioux sind keine Informationen publiziert. Die Kirche mit ihrem durchaus imposanten romanischen Portal und die – zu den eindrucksvollsten ihrer Art gehörende – Totenleuchte lassen jedoch darauf schließen, dass der Ort in mittelalterlicher Zeit eine gewisse Bedeutung gehabt hat.

## Sehenswürdigkeiten
Siehe auch: Liste der Monuments historiques in Fenioux (Charente-Maritime)

### Sonstige
- Auf der Nordseite der Kirche steht der einfache Dorfbrunnen, der allerdings schon seit Beginn des 20. Jahrhunderts kaum noch in Betrieb war, da zu dieser Zeit alle Häuser an die kommunale Wasserversorgung angeschlossen wurden.